# Bensone
Il bensone (bensòun in modenese), chiamato anche balsone (balsòn) o bassolano (nel dialetto mirandolese basulàn; nella parte centro-meridionale della provincia detto busilàun) è un dolce di origine modenese, forse il più semplice e antico di queste zone, di forma ovale.
Viene spesso mangiato tagliato a fette imbevute nel vino lambrusco.

## Storia
Nel XIII secolo la comunità modenese lo offriva alla corporazione dei fabbri e degli orafi in occasione della festa patronale di questi artigiani.
Il nome potrebbe derivare dal francese pain de son, ovvero pane di crusca, poiché un tempo si utilizzava per la preparazione del dolce la farina non setacciata.

## Caratteristiche
L'antica ricetta del bensone, rimasta nel tempo quasi immutata, prevedeva un impasto di farina, latte, uova, burro e miele. Quest'ultimo ingrediente è stato successivamente sostituito con lo zucchero.
Può essere farcito con marmellata o di savòr.
Lo stesso impasto del bensone era anche utilizzato per un altro tipico dolce della zona, la ciambella, di forma rotonda con un buco al centro.
Il bensone è simile alla ciambella romagnola, da cui differisce solo per l'uso del burro invece dello strutto.